# Samsung Galaxy Note 9
Samsung Galaxy Note 9 (стилизованный под Samsung Galaxy Note9) — это фаблет на базе Android, разработанный, произведенный и продаваемый Samsung Electronics как часть серии Samsung Galaxy Note. Он был удостоен награды «Лучший телефон года» от Consumer Reports. Он был представлен 9 августа 2018 года как преемник Samsung Galaxy Note 8. Он доступен в шести цветах (Ocean Blue, Midnight Black, Lavender Purple, Metallic Copper, Cloud Silver и Alpine White). Смартфон получил положительные и смешанные отзывы.

## История
Многие функции Galaxy Note 9 стали известны еще до официального запуска, в том числе S-Pen. 27 июня 2018 года Samsung разослала приглашения на мероприятие «Unpacked», демонстрируя золотое изображение S Pen. 
15 июля 2018 года была опубликована фотография, на которой согенеральный директор Samsung Ко Дон-Джин держит в руках Galaxy Note 9.
2 августа 2018 года в России было опубликовано изображение коробки с Note 9.

## Характеристики

### Аппаратное обеспечение

#### Экран
Note 9 оснащен 6,4-дюймовым (160 мм) дисплеем Super AMOLED с разрешением 1440p и соотношением сторон 18,5:9. В остальном дизайн передней панели похож на Note 8, в нем используется «бесконечный дисплей», продаваемый Samsung.

#### Чипсеты
Note 9 использует SoC Qualcomm Snapdragon 845 в Северной Америке, Китае, Гонконге, Японии и Латинской Америке или Samsung Exynos 9810 SoC в Австралии, Великобритании и остальном мире.

#### Хранилище
Он имеет варианты ПЗУ на 128 или 512 ГБ. Модель на 128 ГБ имеет 6 ГБ ОЗУ, а модель на 512 ГБ имеет 8 ГБ ОЗУ, что делает его первым флагманским мобильным телефоном Samsung с 512 ГБ встроенной памяти и 8 ГБ ОЗУ. Все модели также имеют слот для карт памяти microSD, который может поддерживать карту microSD, на которой хранится до 512 гигабайт данных, расширяя хранилище до 1 терабайта с моделью на 512 ГБ.

#### Батарея
Аккумулятор емкостью 4000 мАч значительно улучшен по сравнению с предыдущими телефонами Samsung Galaxy, такими как Note 8 с емкостью 3300 мАч, а Galaxy Note 7 и Galaxy Note 5 — с 3500 мАч и 3000 мАч соответственно. Аккумулятор емкостью 4000 мА·ч раньше можно было увидеть только в активных вариантах S7 и S8.Note 9 поддерживает быструю беспроводную зарядку по стандарту Qi.
Поддерживается проводная быстрая зарядка мощностью до 15 Вт с использованием Qualcomm Quick Charge 2.0.

#### Камера
Система с двумя камерами в Note 9 аналогична системе в Note 8 и S9 и состоит из основного широкоугольного объектива на 12 МП (с заметным добавлением системы с двойной апертурой от ƒ/1,5 до ƒ/2,4). с 1/2,55-дюймовым сенсором и двухпиксельным PDAF) и телеобъективом 12MP ƒ/2,4 с 2-кратным оптическим зумом и 10-кратным цифровым зумом (с 1/3,6-дюймовым сенсором и AF). Обе линзы оптически стабилизированы. Объективы располагались горизонтально в модуле камеры на задней панели телефона. Как и на S9, Note 9 поддерживает запись видео с разрешением 4K (2160p) со скоростью до 60 кадров в секунду, с замедленным воспроизведением в диапазоне от 240 кадров в секунду при 1080p (FHD) и 960 кадров в секунду (продаваемый как Super Slow-Mo) при 720p (HD).
К этой функции было добавлено новое программное обеспечение, которое предупреждает пользователя о таких недостатках, как размытие и моргание глаз после каждой фотографии.

#### Внешний вид
Note 9 имеет защиту от воды и пыли IP68 и разъем USB-C, который поддерживает Samsung DeX без док-станции через HDMI. Он имеет разъем для наушников 3,5 мм, а также настроенные стереодинамики AKG с поддержкой Dolby Atmos. Это последнее устройство Samsung Galaxy Note с разъемом для наушников. Корпус телефона сделан из металла.
Датчик отпечатков пальцев был перемещен под камеру, как в S9 и S9+, а не рядом с камерой, как в Note 8.
В телефоне также есть водоуглеродная тепловая трубка, которая рекламирует его игровые возможности, что позволяет проводить более длительные игровые сеансы без теплового дросселирования.

#### S-Pen
Самое большое изменение в Note 9 — это S-Pen. S-Pen теперь имеет возможности Bluetooth, в том числе возможность нажимать кнопку на нем (удерживать, одинарную или двойную) для выполнения определенных задач, таких как перемещение вперед или назад в презентациях или фотографирование, а также предоставляется поддержка сторонних приложений для приложений через SDK.
У S-Pen теперь есть «батарея» (по сути, суперконденсатор), которая заряжается, когда стилус вставлен в телефон, при этом Samsung заявляет, что 30 минут использования (или до 200 нажатий кнопки) происходит всего за 40 секунд зарядки.

## Программное обеспечение
Note 9 поставляется с Android 8.1 Oreo с программным обеспечением Samsung Experience 9.5. Позже телефон был обновлен до Android 10 с пользовательским интерфейсом One UI. OneUI был обновлен до версии 2.5.
Программное обеспечение камеры было дополнительно улучшено и теперь включает в себя распознавание сцен ИИ, которое способно идентифицировать 20 различных сцен и вносить необходимые корректировки в переменные камеры для повышения качества изображения.